# Pressurage

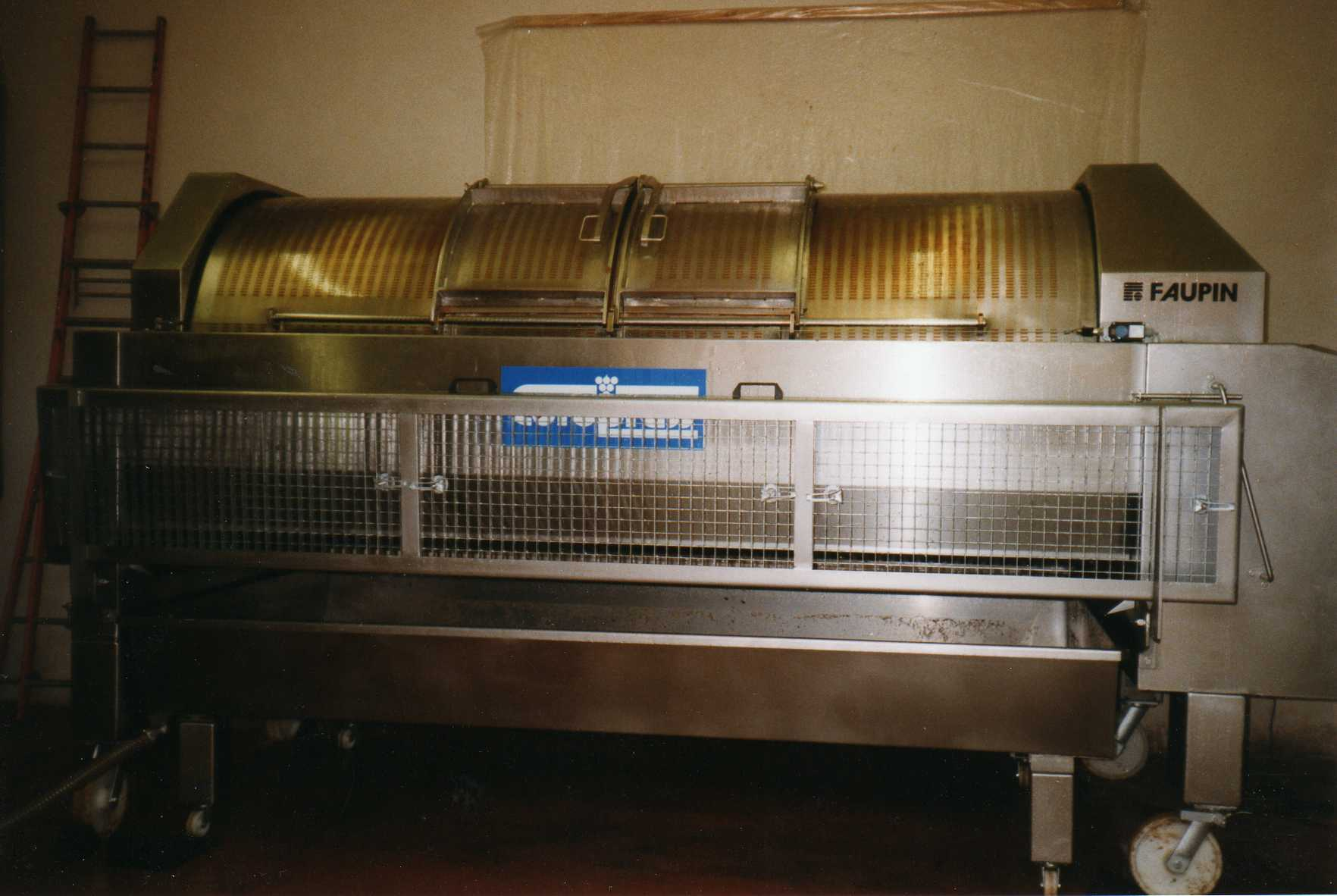
Pressoir pneumatique servant au pressurage

Pour les articles homonymes, voir Pressage.
 (août 2025).
Si vous disposez d'ouvrages ou d'articles de référence ou si vous connaissez des sites web de qualité traitant du thème abordé ici, merci de compléter l'article en donnant les références utiles à sa vérifiabilité et en les liant à la section « Notes et références ».

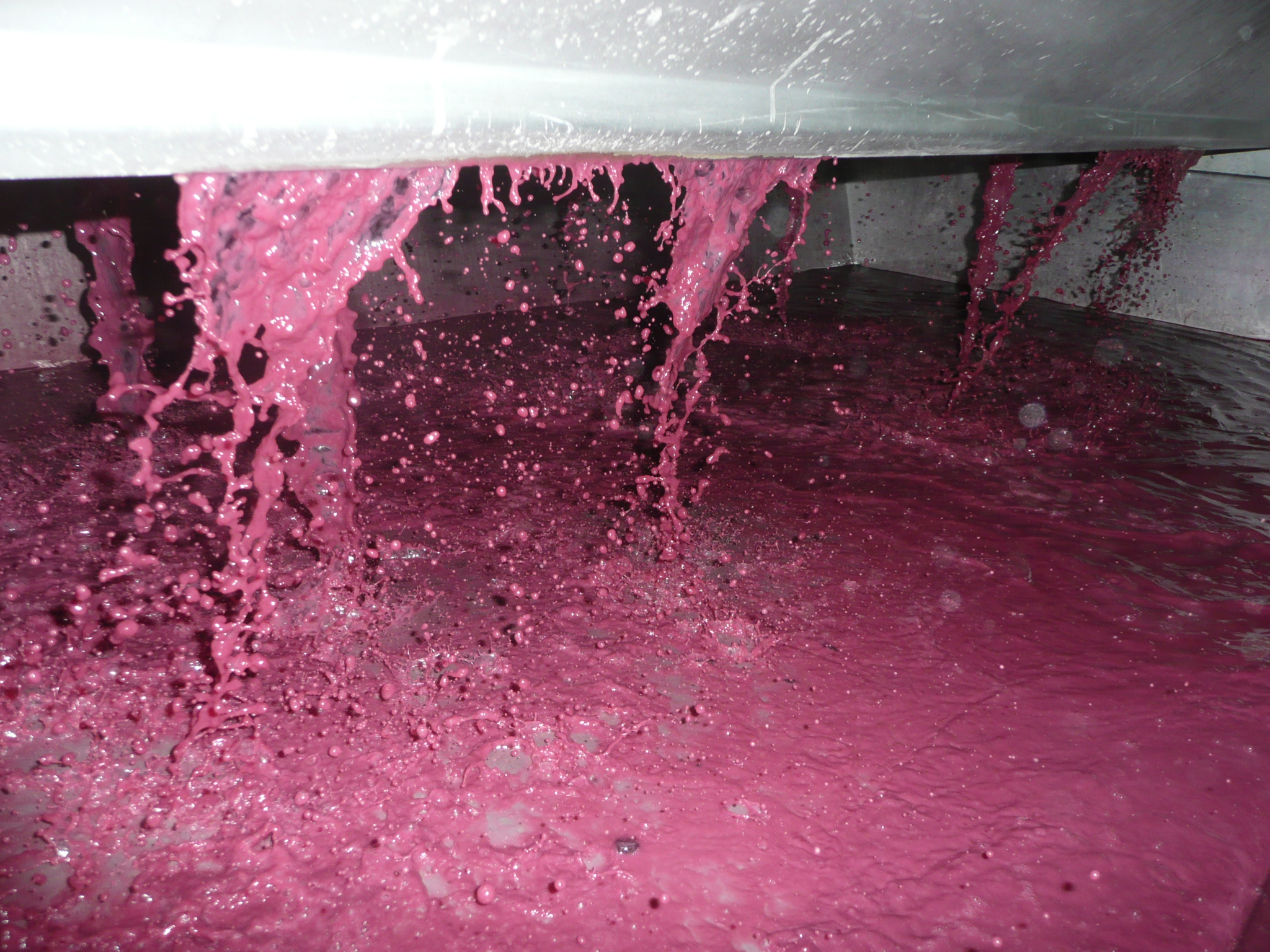
Vin rouge pendant un pressurage lors d'un décuvage (vin de presse).

Le pressurage ou pressage est une opération mécanique consistant à presser le raisin ou tout autre fruit afin d'en extraire le jus.
Quel que soit le type de pressoir, son principe est d’extraire le moût des raisins frais, ou le vin du marc de raisin fermenté.

## Principe
La phase du pressurage est une phase cruciale de la vinification, et le type de pressurage conditionnera de façon significative les quantités de composés chimiques qui se trouveront dans le vin.
Un bon pressurage doit éviter de trop triturer la vendange, pour éviter toute déviance comme les arômes herbacés à la dégustation, les phénomènes d’oxydation du moût ou les jus trop riches en bourbes.
Le pressurage doit être assez doux sans pour autant être trop languissant. Il convient donc au maître de chais ou à l’œnologue de choisir un programme de pressurage (temps, pression, …) et le pressoir le mieux adapté aux objectifs de production.
Dans le cadre de la vinification, on peut avoir deux cas de figure :
- vinification en blanc et rosé : le raisin est pressuré sans fermentation alcoolique préalable (il peut cependant y avoir une courte macération de l'ordre de 12 à 24 heures), le liquide est appelé moût.
- vinification en rouge : après la fin de la macération, la cuve est égouttée, les matières solides, le marc (pellicules, pépins, rafles) sont pressurées pour donner un liquide partiellement ou entièrement fermenté, le vin de presse.

## Structuration du pressurage
Suivant le pressoir, vertical ou horizontal, le pressurage est organisé en un ou plusieurs cycles de montée en pression. La montée en pression peut être plus ou moins progressive dans le temps, par paliers. La durée de chaque cycle et de la totalité du pressurage varie en fonction du type de pressoir et du type de pressurage à effectuer.
Afin d'extraire les composés souhaités, il est nécessaire de maîtriser la pression exercée et la durée dans chaque palier.
Afin de faciliter le pressurage, certains pressoirs sont équipés d’un système de pilotage automatisé. L’automate gère seul le cycle de pressurage (montée en pression et rebêche) en fonction de critères établis par l’opérateur : qualité, rapidité et assèchement du marc.

## Pressurage avant vinification: blanc et rosé de pressurage direct

### Répartition des composés dans la baie
La répartition des différents composés dans une baie de raisin n'est pas uniforme.

#### Division de la baie en trois zones
La pulpe de celle-ci peut se diviser en trois zones :
- la zone intermédiaire, entre la pellicule et les pépins, dont les cellules sont les plus fragiles
- la zone centrale, entourant les pépins
- la zone périphérique, proche de la pellicule, dont le jus sera libéré sous l'action de plus fortes pressions

#### Répartition des sucres et acides
L'équilibre sucre/acide souhaité va dépendre de la zone extraite :
- les acides se retrouvent en quantité croissante de l'intérieur vers l'extérieur de la baie.
- les sucres sont, quant à eux, plus présents dans la zone intermédiaire et moindre dans la partie centrale
- les minéraux comme le potassium, ayant un effet non négligeable sur le pH, sont plus importants dans la partie périphérique

Lors du pressurage, les composants de la zone extérieure de la baie sont donc plus facilement extraits que ceux de la zone intérieure. La combinaison de ces paramètres va faire évoluer la qualité du moût au fur et à mesure de l'extraction : les premiers jus seront sucrés et moyennement acides, les seconds jus peu sucrés et plus acides, pour finir par des jus moyennement sucrés et peu acides.
Il ne faut cependant pas négliger la qualité des tanins extraits : en effet, les tanins de la pellicule et des pépins étant plus amers et astringents, il est préférable de se limiter un maximum à ceux de la pulpe et de ne pas triturer de façon excessive la vendange. Les tanins des pépins sont extraits lorsque la pression est très importante.

## Pressurage après vinification

### Vinification en rouge
La couleur et la structure souhaitées peuvent également varier en fonction du pressurage, les anthocyanes, composés colorés, et les tanins se retrouvant principalement dans la zone périphérique. On sait que la stabilité de la couleur rouge dans le temps vient de l'équilibre entre ces deux composés.
Les tanins des pépins sont extraits lorsque la pression est très importante.